# Dr. Feelgood (singolo)
Dr. Feelgood è un singolo della band statunitense Mötley Crüe. Il brano prende il nome dell'omonimo album del 1989, anche se alcune versioni di questo album, ad esempio l'edizione coreana, non la includevano.
Pubblicata nel 1989 come primo singolo, Dr. Feelgood è stata il primo singolo dei Mötley Crüe a classificarsi nella Top Ten della classifica della Billboard Hot 100, raggiungendo la 6ª posizione il 23 settembre di quell'anno. È attualmente l'unico singolo del gruppo premiato con un disco d'oro negli Stati Uniti.
La canzone tratta di un trafficante di droga chiamato Jimmy che spaccia ai Messicani di Hollywood.
L'edizione "Crücial Crüe" (la ripubblicazione in CD dei primi dischi in vinile) del 2003 dell'album include una demo di questa canzone nella quale viene proposto il "punto di vista" del Dr. Feelgood.

## Formazione
- Vince Neil - voce
- Mick Mars - chitarra
- Nikki Sixx - basso
- Tommy Lee - batteria